# Ivan Santini
Ivan Santini (Zara, 21 maggio 1989) è un calciatore croato, attaccante dello Zara.

## Biografia
Ha anche un fratello più grande Krševan, anch'egli calciatore.

## Statistiche

### Presenze e reti nei club
Statistiche aggiornate al 26 luglio 2022.
| Stagione              | Squadra               | Campionato            | Campionato | Campionato | Coppe nazionali | Coppe nazionali | Coppe nazionali | Coppe continentali | Coppe continentali | Coppe continentali | Altre coppe | Altre coppe | Altre coppe | Totale | Totale | Totale |
| Stagione              | Squadra               | Comp                  | Pres       | Reti       | Comp            | Pres            | Reti            | Comp               | Pres               | Reti               | Comp        | Pres        | Reti        | Pres   | Reti   |        |
| --------------------- | --------------------- | --------------------- | ---------- | ---------- | --------------- | --------------- | --------------- | ------------------ | ------------------ | ------------------ | ----------- | ----------- | ----------- | ------ | ------ | ------ |
| 2008-2009             | Ingolstadt 04         | 2BL                   | 6          | 0          | CG              | 0               | 0               | -                  | -                  | -                  | -           | -           | -           | 6      | 0      |        |
| 2009-2010             | Zara                  | 1.HNL                 | 19         | 6          | CC              | 0+              | 0+              | -                  | -                  | -                  | -           | -           | -           | 19+    | 6+     |        |
| 2010-2011             | Zara                  | 1.HNL                 | 29         | 10         | CC              | 0+              | 0+              | -                  | -                  | -                  | -           | -           | -           | 29+    | 10+    |        |
| 2011-gen. 2012        | Zara                  | 1.HNL                 | 16         | 10         | CC              | 0+              | 0+              | -                  | -                  | -                  | -           | -           | -           | 16+    | 10+    |        |
| Totale Zadar          | Totale Zadar          | Totale Zadar          | 64         | 26         |                 | 0+              | 0+              |                    | -                  | -                  |             | -           | -           | 64     | 26     |        |
| gen.-giu. 2012        | Friburgo              | BL                    | 10         | 0          | CG              | 0               | 0               | -                  | -                  | -                  | -           | -           | -           | 10     | 0      |        |
| 2012-2013             | Friburgo              | BL                    | 14         | 1          | CG              | 3               | 1               | -                  | -                  | -                  | -           | -           | -           | 17     | 2      |        |
| Totale Friburgo       | Totale Friburgo       | Totale Friburgo       | 24         | 1          |                 | 3               | 1               |                    | -                  | -                  |             | -           | -           | 27     | 2      |        |
| 2013-2014             | Kortrijk              | D1                    | 29+7       | 13+2       | CB              | 3               | 1               | -                  | -                  | -                  | -           | -           | -           | 39     | 16     |        |
| 2014-2015             | Kortrijk              | D1                    | 23+10      | 13+2       | CB              | 2               | 1               | -                  | -                  | -                  | -           | -           | -           | 35     | 16     |        |
| Totale Kortrijk       | Totale Kortrijk       | Totale Kortrijk       | 52+17      | 26+4       |                 | 5               | 2               |                    | -                  | -                  |             | -           | -           | 74     | 32     |        |
| 2015-2016             | Standard Liegi        | D1                    | 23+4       | 10+1       | CB              | 5               | 1               | UEL                | 4                  | 1                  | -           | -           | -           | 36     | 13     |        |
| lug. 2016             | Standard Liegi        | D1                    | 1          | 1          | CB              | 0               | 0               | -                  | -                  | -                  | SB          | 1           | 1           | 2      | 2      |        |
| Totale Standard Liegi | Totale Standard Liegi | Totale Standard Liegi | 24+4       | 11+1       |                 | 5               | 1               |                    | 4                  | 1                  |             | 1           | 1           | 38     | 15     |        |
| 2016-2017             | Caen                  | L1                    | 34         | 15         | CF+CdL          | 2+0             | 1+0             | -                  | -                  | -                  | -           | -           | -           | 36     | 16     |        |
| 2017-2018             | Caen                  | L1                    | 32         | 11         | CF+CdL          | 5+2             | 0+0             | -                  | -                  | -                  | -           | -           | -           | 39     | 11     |        |
| Totale Caen           | Totale Caen           | Totale Caen           | 66         | 26         |                 | 9               | 0               |                    | -                  | -                  |             | -           | -           | 75     | 26     |        |
| 2018-2019             | Anderlecht            | D1                    | 25+9       | 14+2       | CB              | 1               | 0               | UEL                | 4                  | 0                  | -           | -           | -           | 39     | 16     |        |
| 2019                  | Jiangsu Suning        | CSL                   | 10         | 6          | CC              | 0               | 0               | -                  | -                  | -                  | -           | -           | -           | 10     | 6      |        |
| 2020                  | Jiangsu Suning        | CSL                   | 14+6       | 5+1        | CC              | 1               | 1               | -                  | -                  | -                  | -           | -           | -           | 21     | 7      |        |
| Totale Jiangsu        | Totale Jiangsu        | Totale Jiangsu        | 30         | 12         |                 | 1               | 1               |                    | -                  | -                  |             | -           | -           | 31     | 13     |        |
| gen.-giu. 2021        | Osijek                | 1.HNL                 | 12         | 3          | CC              | 0               | 0               | -                  | -                  | -                  | -           | -           | -           | 12     | 3      |        |
| 2021-2022             | Al-Fateh              | SPL                   | 23         | 6          | KCC             | 1               | 0               | -                  | -                  | -                  | -           | -           | -           | 24     | 6      |        |
| 2022-2023             | Zurigo                | SL                    | 1          | 0          | CS              | 0               | 0               | UCL                | 0                  | 0                  | -           | -           | -           | 1      | 0      |        |
| Totale Carriera       | Totale Carriera       | Totale Carriera       | 458        | 122        |                 | 25+             | 6+              |                    | 8                  | 1                  |             | 1           | 1           | 492    | 129    |        |

### Cronologia presenze e reti in nazionale
| Cronologia completa delle presenze e delle reti in nazionale ― Croazia | Cronologia completa delle presenze e delle reti in nazionale ― Croazia | Cronologia completa delle presenze e delle reti in nazionale ― Croazia | Cronologia completa delle presenze e delle reti in nazionale ― Croazia | Cronologia completa delle presenze e delle reti in nazionale ― Croazia | Cronologia completa delle presenze e delle reti in nazionale ― Croazia | Cronologia completa delle presenze e delle reti in nazionale ― Croazia | Cronologia completa delle presenze e delle reti in nazionale ― Croazia |
| Data                                                                   | Città                                                                  | In casa                                                                | Risultato                                                              | Ospiti                                                                 | Competizione                                                           | Reti                                                                   | Note                                                                   |
| ---------------------------------------------------------------------- | ---------------------------------------------------------------------- | ---------------------------------------------------------------------- | ---------------------------------------------------------------------- | ---------------------------------------------------------------------- | ---------------------------------------------------------------------- | ---------------------------------------------------------------------- | ---------------------------------------------------------------------- |
| 28-5-2017                                                              | Los Angeles                                                            | Messico                                                                | 1 – 2                                                                  | Croazia                                                                | Amichevole                                                             | -                                                                      | 83’                                                                    |
| 11-6-2017                                                              | Reykjavík                                                              | Islanda                                                                | 1 – 0                                                                  | Croazia                                                                | Qual. Mondiali 2018                                                    | -                                                                      | 88’                                                                    |
| 6-9-2018                                                               | Loulé                                                                  | Portogallo                                                             | 1 – 1                                                                  | Croazia                                                                | Amichevole                                                             | -                                                                      | 57’                                                                    |
| 11-9-2018                                                              | Elche                                                                  | Spagna                                                                 | 6 – 0                                                                  | Croazia                                                                | Amichevole                                                             | -                                                                      | 12’ 71’                                                                |
| 15-10-2018                                                             | Fiume                                                                  | Croazia                                                                | 2 – 1                                                                  | Giordania                                                              | Amichevole                                                             | -                                                                      | 67’                                                                    |
| Totale                                                                 |                                                                        | Presenze                                                               | 5                                                                      |                                                                        | Reti                                                                   | 0                                                                      |                                                                        |

## Palmarès

### Club

#### Competizioni nazionali
- Coppa del Belgio: 1

Standard Liegi: 2015-2016
- Campionato cinese: 1

Jiangsu Suning: 2020